# Volvo S80
Der Volvo S80 ist ein Pkw-Modell der oberen Mittelklasse des schwedischen Automobilherstellers Volvo. Es wurde ab Sommer 1998 hergestellt und befand sich seit Frühjahr 2006 in zweiter Generation. Im Spätsommer 2016 wurde die Limousine durch den S90 abgelöst.

## S80 (Typ TS, 1998–2006)
Mit der Einführung des S80 im August 1998 festigte Volvo die mit den Modellen S40 und V40 eingeführten Grundlagen für einen bis heute fortgeführten Karosseriestil. Die Hauptmerkmale davon sind die v-förmigen Sicken auf der Motorhaube mit einer herausstehenden Nase, die ab der Gürtellinie schmalere Karosserie („starke Schultern“) ebenso wie die abgerundeten Heckleuchten. Mit den neuen Formen verließ Volvo endgültig die Ecken und Kanten, die bis zuletzt noch beim V70 (bis 2000) zu sehen waren. Der S80 ist das erste Fahrzeug auf der großen P2-Plattform, auf der auch der S60, V70 (ab 2000), XC70 und XC90 basieren.
Dem S80 gab Volvo zahlreiche Innovationen mit; so unter anderem den Kopf-Schulter-Airbag, das Schleudertrauma-Schutzsystem WHIPS (WHIplash Protection System), Klimaautomatik mit Aktivkohlefilter (keine Gerüche von außen mehr). Durch die quer eingebauten Motoren bietet er ein großes Platzangebot für Fahrgäste vorne und hinten.
Es standen Reihenfünf- und Reihensechszylindermotoren zur Wahl (Diesel nur Reihenfünfzylinder); die Ottomotoren waren mit oder ohne Turbolader erhältlich. Auch eine BiFuel-Variante wurde angeboten, die sowohl mit Erdgas als auch mit Benzin gefahren werden kann. Die Motorleistung reicht von 96 kW (130 PS) beim 2.4 D über D5 mit 120 kW (163 PS) bis zum Spitzenmodell mit 200 kW (272 PS) beim T6.
Der S80 ist ein frontgetriebenes Fahrzeug; der 2.5 T mit 154 kW (210 PS) war auch mit Allradantrieb erhältlich.
Ausstattungsvarianten
Zu Beginn waren die Ausstattungsvarianten Comfort, Premium und die besonders luxuriöse Executive, der einige besondere Ausstattungsmerkmale vorbehalten waren – darunter ein TFT-Bildschirmsystem (Rear Seat Entertainment System) in den Kopfstützen der Vordersitze und ein Kühlfach hinter der Armablage. Auch war ein automatisches Getriebe (Geartronic) erhältlich.

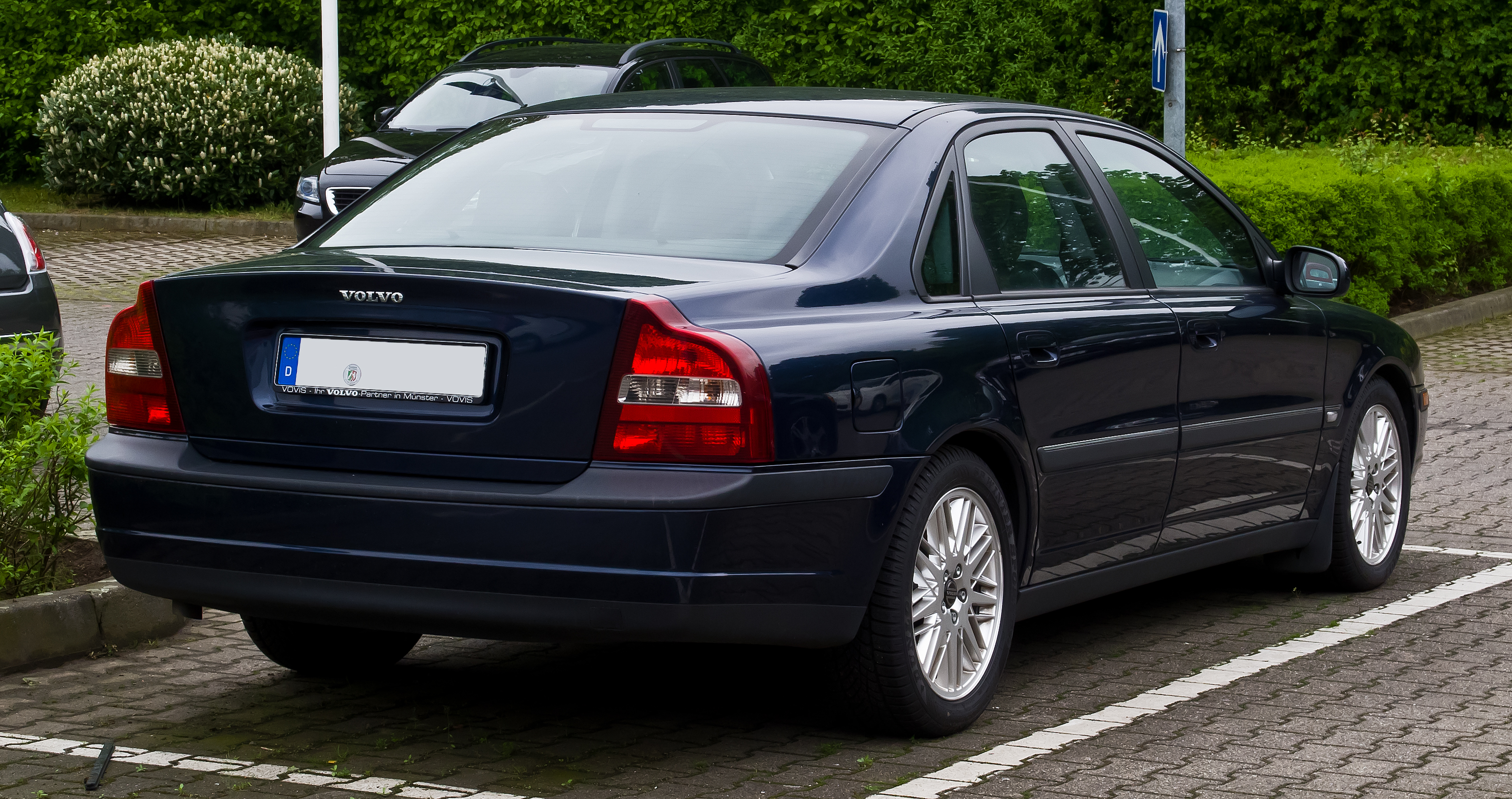
Heckansicht

### Modellpflege
Nach dem Facelift im Frühjahr 2003 (u. a. Klarglasscheinwerfer und in Wagenfarbe lackierte Stoßleisten) gab es die Varianten Kinetic, Momentum, Summum sowie die besonders luxuriöse Ausstattungslinie Executive, der einige besondere Ausstattungsmerkmale vorbehalten sind, darunter ein Unterhaltungssystem mit TFT-Bildschirm in der Rückseite der vorderen Kopfstützen und ein Kühlfach hinter der Armablage.

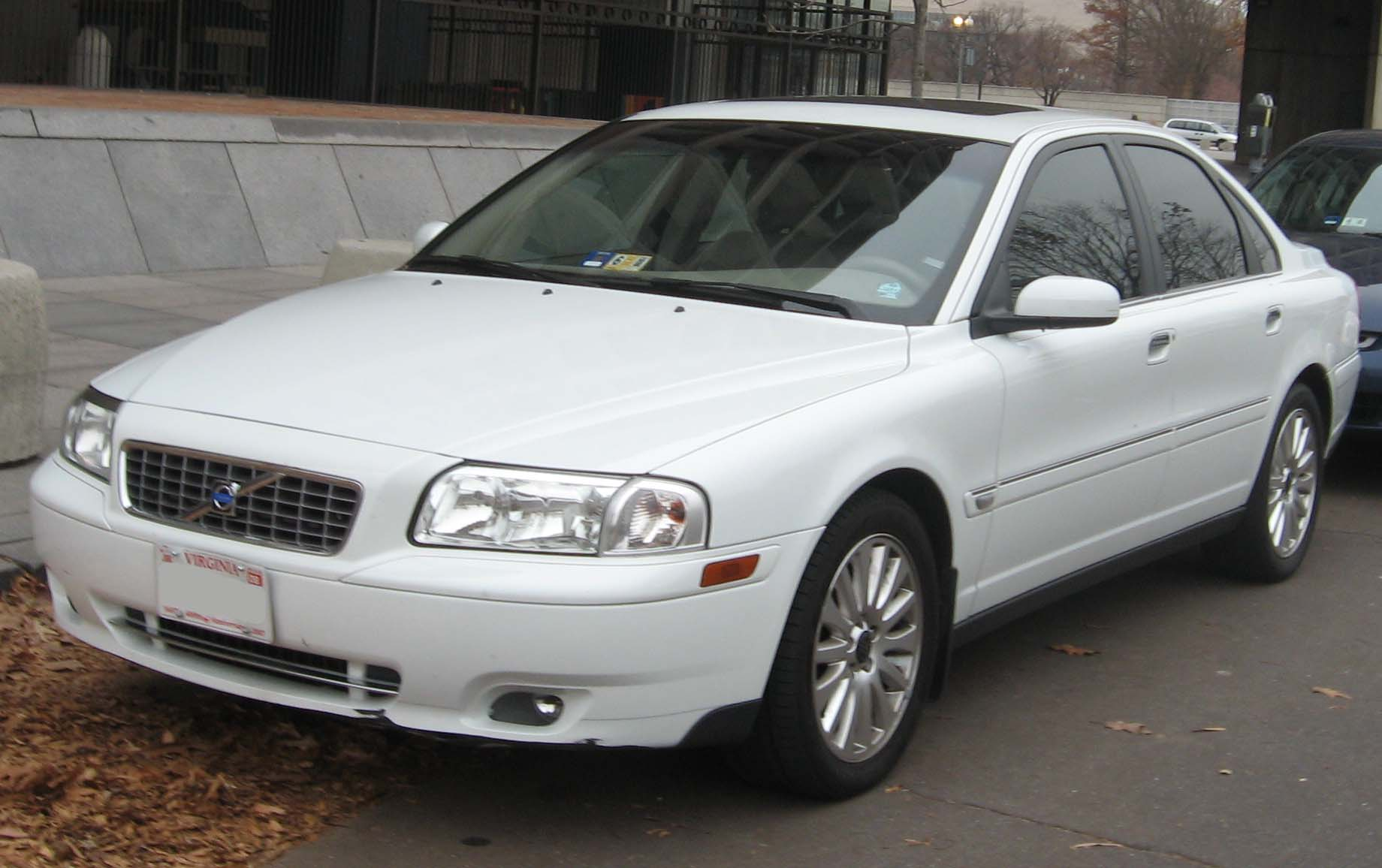
Volvo S80 (2003–2006)
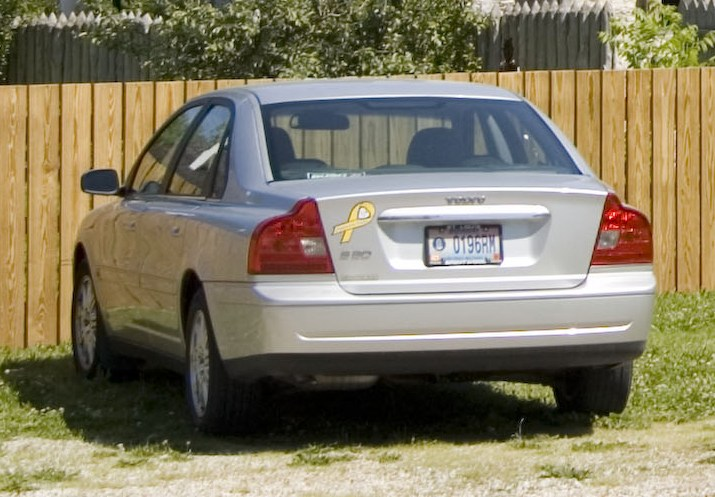
Heckansicht

### Technische Daten
| Modell                    | Hubraum  | Zylinder | Leistung        | Getriebe            | Bauzeit         |
| ------------------------- | -------- | -------- | --------------- | ------------------- | --------------- |
| Benziner                  |          |          |                 |                     |                 |
| 2.0 T                     | 1984 cm³ | 5        | 120 kW (163 PS) | Manuell             | 06.1998–11.1999 |
| 2.0 T                     | 1984 cm³ | 5        | 132 kW (180 PS) | Manuell/Automatik   | 12.1999–09.2003 |
| 2.4                       | 2435 cm³ | 5        | 103 kW (140 PS) | Manuell/Automatik   | 01.1999–05.2006 |
| 2.4 Bi-Fuel               | 2435 cm³ | 5        | 103 kW (140 PS) | Manuell             | 09.2001–05.2006 |
| 2.4                       | 2435 cm³ | 5        | 125 kW (170 PS) | Manuell/Automatik   | 01.1999–05.2006 |
| 2.4 T                     | 2435 cm³ | 5        | 147 kW (200 PS) | Manuell/Automatik   | 04.2000–09.2003 |
| 2.5 T AWD (Allradantrieb) | 2521 cm³ | 5        | 154 kW (210 PS) | Manuell (Automatik) | 03.2003–05.2006 |
| 2.9                       | 2922 cm³ | 6        | 144 kW (196 PS) | Manuell/Automatik   | 06.2001–05.2006 |
| 2.9                       | 2922 cm³ | 6        | 150 kW (204 PS) | Manuell/Automatik   | 06.1998–06.2001 |
| T6                        | 2783 cm³ | 6        | 200 kW (272 PS) | Automatik           | 06.1998–06.2001 |
| T6                        | 2922 cm³ | 6        | 200 kW (272 PS) | Automatik           | 06.2001–05.2006 |
| Diesel                    |          |          |                 |                     |                 |
| 2.4 D                     | 2401 cm³ | 5        | 96 kW (130 PS)  | Manuell             | 10.2001–05.2006 |
| D5                        | 2401 cm³ | 5        | 120 kW (163 PS) | Manuell/Automatik   | 08.2001–05.2006 |
| 2.5 D                     | 2461 cm³ | 5        | 103 kW (140 PS) | Manuell/Automatik   | 01.1999–12.2000 |

## S80 (Typ AS, 2006–2016)
Im März 2006 wurde ein neuer, innen und außen deutlich moderner gezeichneter S80 vorgestellt. Neben neuen Reihensechszylindern wurde erstmals auch der bereits aus dem XC90 bekannte 4,4-Liter-V8-Motor mit Allradantrieb (All Wheel Drive, kurz AWD) angeboten.
In technischer Hinsicht basiert die zweite Generation des Volvo S80 auf der EUCD-Plattform mit Quermotor. Diese bildet auch die Basis für einige weitere Modelle aus dem Ford-Konzern (Ford Galaxy/S-Max, Ford Mondeo oder Mazda 6) zu dem Volvo von 1999 bis 2010 gehörte.
Die neuen Reihensechszylinder (SI6 = Short Inline Six) wurden im Vergleich zur vorherigen Generation kompakter gestaltet. Sie basieren auf dem Volvo Modular Engine Baukasten und wurden bei Ford in Wales gebaut. Der V8-Motor wurde im Auftrag von Volvo von Yamaha entwickelt. Die 3,2-Liter-R6- und 4,4-Liter-V8-Benzinmotoren wurden nur mit Automatikgetriebe geliefert.

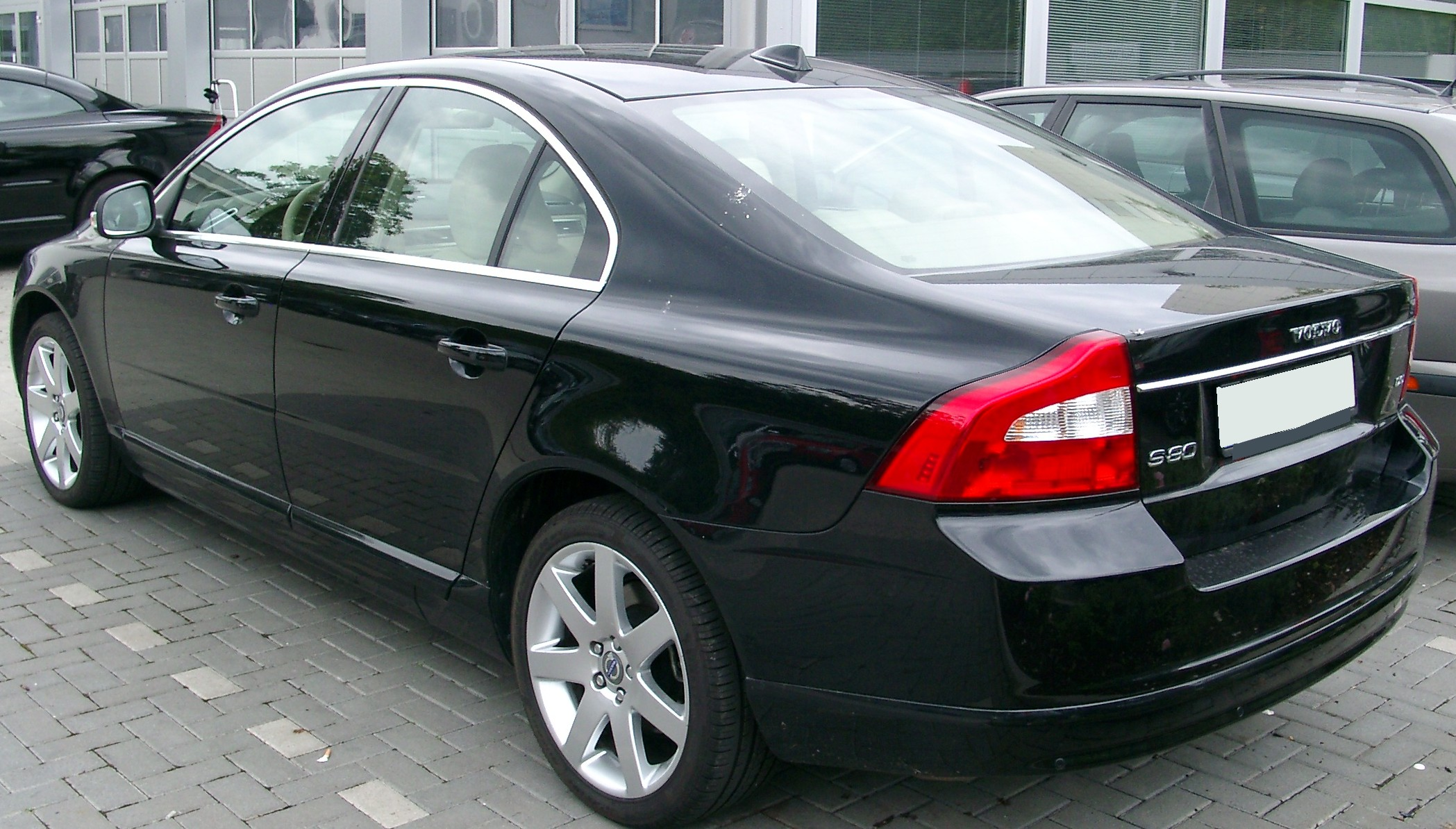
Heckansicht

### Modellpflege

#### 2009
Auf der IAA wurde im September 2009 eine überarbeitete Version des S80 vorgestellt, der äußerlich aber nur an einem größeren Volvo-Logo als bisher zu erkennen ist. Unter der Haube gibt es nun neue Motoren, die die Palette nach unten erweitern.
Nachdem die Firma Geely Volvo aufgekauft hatte, wurde der V8-Motor zum Jahresende 2010 aus dem Programm gestrichen. Grund sei laut Volvo der allgemeine Trend zum Sparen.

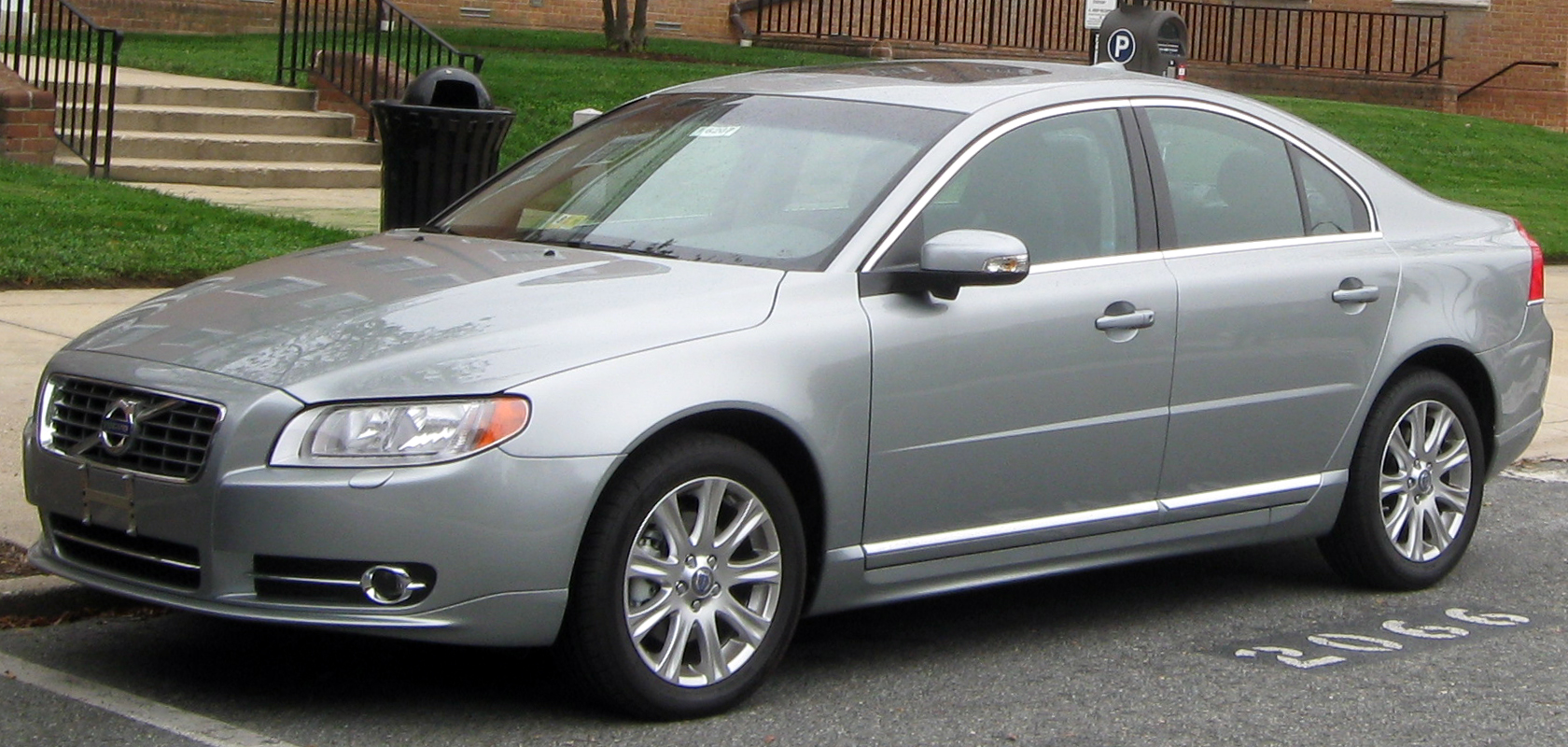
Volvo S80 (2009–2011)

Technische Neuerungen
- automatisches Notrufsystem Volvo On Call
- Bi-Xenon-Scheinwerfer mit dynamischem Kurvenlicht
- Aktives Geschwindigkeits- und Abstandsregelsystem
- Aktives Fahrwerk Four C
- BLIS (Blind Spot Information System) – System zur Überwachung des toten Winkels: Spurwechselassistent
- Bremsassistent Pro warnt vor drohenden Auffahrunfällen
- Dynaudio Soundsystem (5× 130 Watt, Dolby Surround Pro Logic II, 12 Dynaudio Lautsprecher)
- Personal Car Communicator (kurz PCC, Funkschlüssel mit Zweikanal-Technik)
- Verbesserter Schutz bei einem Frontalaufprall durch crash-optimierte und platzsparende Motoren

#### 2011
Im Mai 2011 erhielt der S80 ein kleines Facelift, das einen überarbeiteten Innenraum sowie überarbeitete Motoren mit sich brachte. Die bei den vorherigen Baureihen aufpreispflichtigen Chromleisten (Summum, Executive) wurden nun in allen Varianten serienmäßig verbaut.
Der Innenraum wurde ebenfalls verändert, Armaturen kamen hinzu. Das Navigationssystem ist oberhalb der Mittelkonsole unter einer Hutze integriert. Praktisch alle Funktionen und der Zugriff auf die Assistenzsysteme können zentral über die (Dreh-)Knöpfe an der Mittelkonsole und/oder am erweiterten Multifunktions-Lenkrad gesteuert werden.
Der 2,4 Liter Fünfzylinder-Dieselmotor (D5) erhielt eine modernere Common-Rail-Doppelturbo-Technik. Diese bewirkt einen höheren Beschleunigungswert, eine effizientere Verbrennung mit weniger Verbrauch und – aufgrund der Abgasrückführung – geringere Emissionen. Die Leistung wurde auf 156 kW (215 PS) gesteigert.

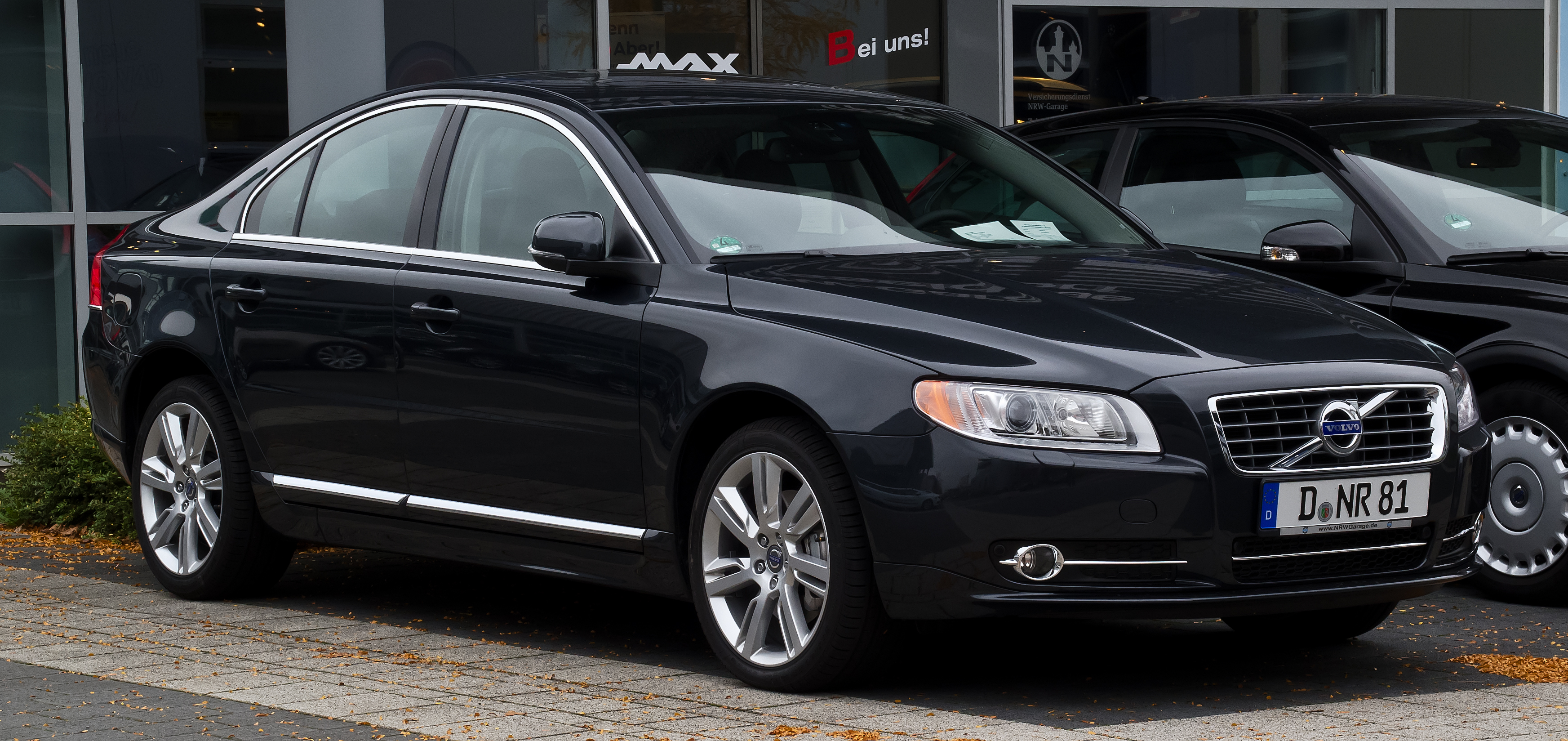
Volvo S80 D5 (2011–2013)
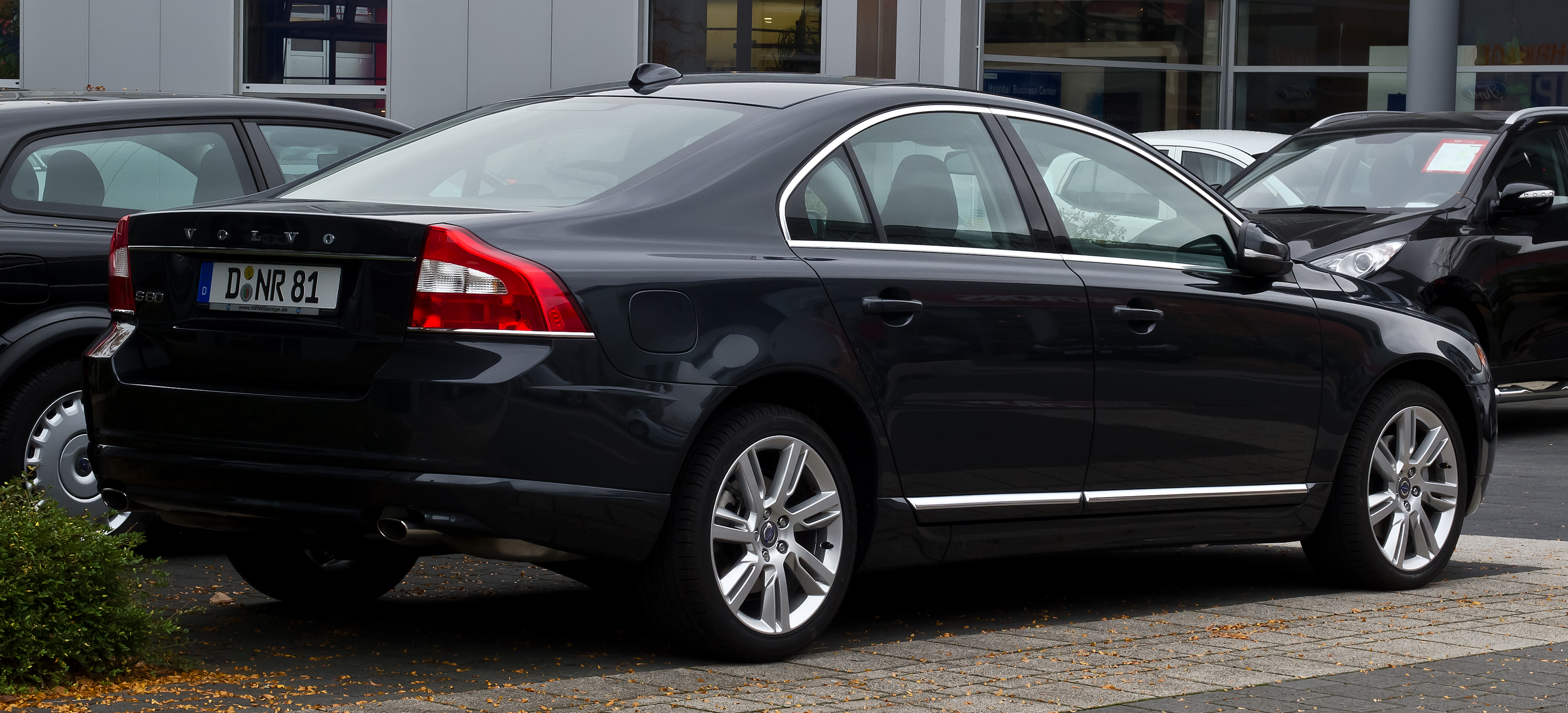
Heckansicht

Details zum D5-Dieselmotor
- Fünfzylinder-Doppelturbodiesel aus Aluminium, 2,4 Liter Hubraum
- Gesteigerte Leistung: 156 kW (215 PS), 420 Nm (D5) Drehmoment zwischen 1.500–3.250 min−1 bzw. 440 (D5 Allradantrieb) Nm Drehmoment zwischen 1500 und 3000 min−1, 0 auf 100 km/h in 7,6 bzw. 7,8 Sekunden
- Neu entwickelt wurden u. a. Nockenwelle, Pleuelstangen, Kolbenringe, Kolbenkühlventile, Eco-Vakuum-Pumpe, Ölpumpe in Ölwanne, Antrieb mit Kettensteuerung, Betriebssystem für die Nebenaggregate, Kraftstoffpumpe
- Geringeres Gewicht
- Geringere motorische Reibung
- Höhere Kraftstoffeffizienz mit verringerter CO2-Emission
- Start-/Stopp-Technologie (Schaltgetriebe)
- 6-Gang-Schaltgetriebe oder 6-Gang-Geartronic-Automatikgetriebe jeweils mit Sportmodus (D5) oder 6-Gang-Geartronic-Automatikgetriebe mit Sportmodus (D5 AWD Allradantrieb)
- Geringerer Kraftstoffverbrauch, kombiniert (l/100 km): 6,4–4,6, CO2-Massenemission, kombiniert (g/km): 167–120; CO2-Effizienzklasse: A/C

#### 2013
Im Zuge einer weiteren Modellpflege, die Mitte 2013 durchgeführt wurde, erhielt der fortan rundere Kühlergrill vier horizontale verchromte Lamellen sowie eine filigranere Chrom-Umrandung. Ebenso wurde der untere Teil der Frontschürze überarbeitet, so dass die optische Trennung des mittleren Lufteinlasses von den äußeren aufgehoben wird und diese Einheit durch zwei durchgehende horizontale Chromleisten betont wird.
Ferner wurde das Design der Seitenspiegel verändert, die infolgedessen über LED-Blinker verfügen. Ein Charakteristikum am Heck sind die Chromleisten unter den Heckleuchten sowie unter dem Volvo-Schriftzug, die nun größer ausfallen.
Ende März 2016 lief die Produktion des S80 aus.

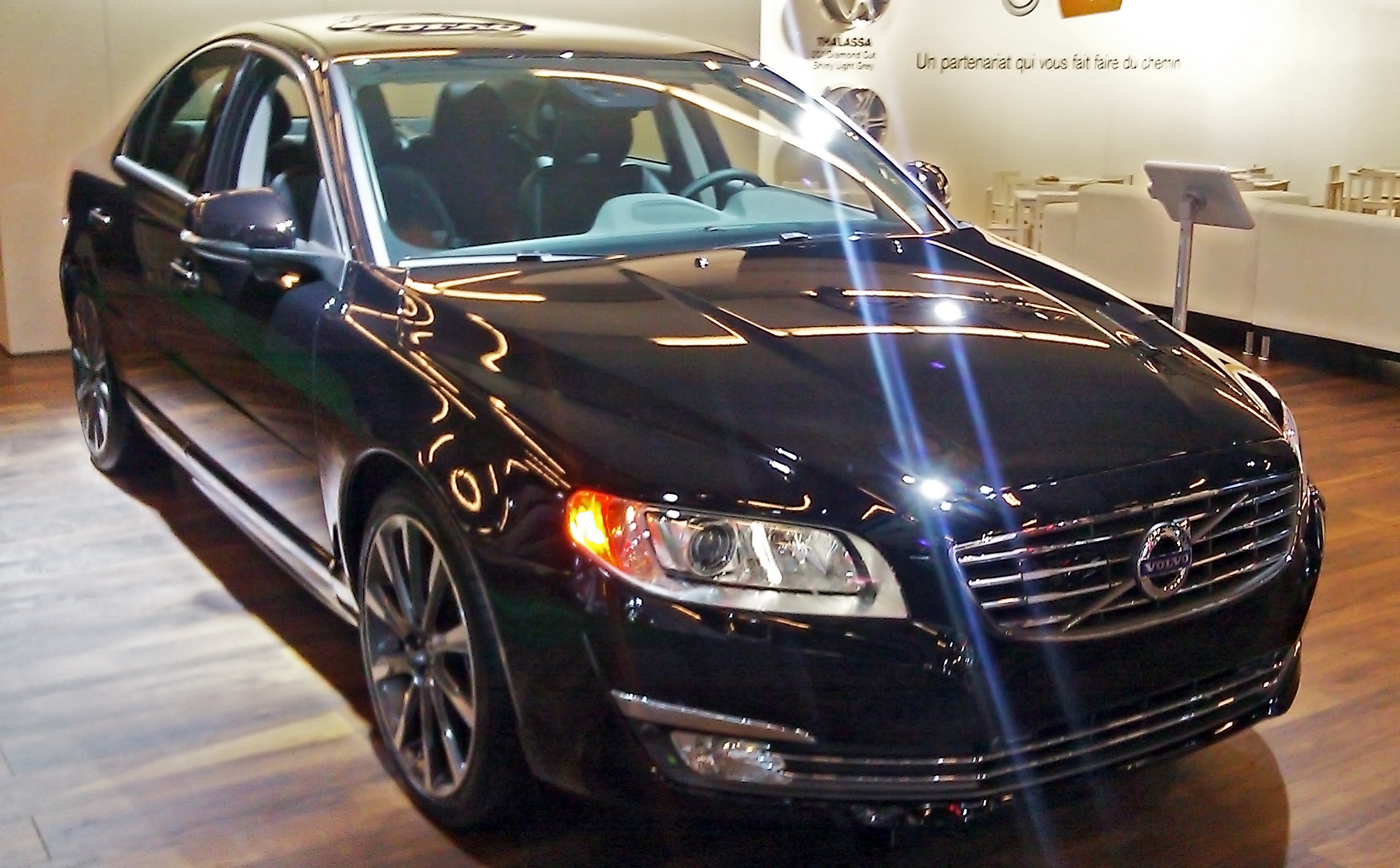
Volvo S80 (2013–2016)

### Technische Daten
| Modell         | Motorbauart | Hubraum  | Leistung        | max. Drehmoment                                     | Beschleunigung, 0–100 km/h | Höchstgeschwindigkeit   | Kraftstoff- verbrauch (in l/100 km) | Leergewicht (in kg) | Bauzeitraum     |
| -------------- | ----------- | -------- | --------------- | --------------------------------------------------- | -------------------------- | ----------------------- | ----------------------------------- | ------------------- | --------------- |
| Benziner       |             |          |                 |                                                     |                            |                         |                                     |                     |                 |
| T4             | R4          | 1595 cm³ | 132 kW (180 PS) | 240 Nm bei 1600–5000/min                            | 8,5 [9,2] s                | 220 km/h                | 6,9 [7,5]                           | 1647                | 01/2011–03/2016 |
| 2.0            | R4          | 1999 cm³ | 107 kW (145 PS) | 190 Nm bei 4500/min                                 | 10,9–11,6 s                | 205 km/h                | 8,3                                 | 1618–1624           | 09/2007–10/2010 |
| 2.0 T          | R4-Turbo    | 1999 cm³ | 149 kW (203 PS) | 300 Nm bei 1750–4000/min                            | 7,9 [8,5] s                | 235 [230] km/h          | 7,9 [8,3]                           | 1679                | 05/2010–05/2011 |
| T5             | R4-Turbo    | 1999 cm³ | 177 kW (241 PS) | 320 Nm bei 1800–5000/min                            | 7,5 [7,7] s                | 245 [240] km/h          | 7,9 [8,3]                           | 1684                | 10/2010–03/2016 |
| 2.5 T          | R5-Turbo    | 2521 cm³ | 147 kW (200 PS) | 300 Nm bei 1500–4500/min                            | 7,7 [8,0] s                | 235 [230] km/h          | 9,3 [10,2]                          | 1601                | 03/2006–04/2009 |
| 2.5 T          | R5-Turbo    | 2521 cm³ | 170 kW (231 PS) | 340 Nm bei 1700–4800/min                            | 7,3 [7,5] s                | 240 [235] km/h          | 8,6 [9,6]                           | 1701                | 04/2009–10/2010 |
| 3.2            | R6          | 3192 cm³ | 173 kW (238 PS) | 320 Nm bei 3200/min                                 | [7,9 s]                    | [240 km/h]              | 10,3                                | 1663                | 07/2006–05/2010 |
| 3.2 (AWD) 1    | R6          | 3192 cm³ | 179 kW (243 PS) | 320 Nm bei 3200/min                                 | [7,9] (8,2) s              | (235) [240 km/h]        | 8,9 (9,4)                           | 1744 (1827)         | 05/2010–04/2012 |
| T6 AWD         | R6-Turbo    | 2953 cm³ | 210 kW (285 PS) | 400 Nm bei 1500–4800/min                            | [6,9 s]                    | [250 km/h] (abgeregelt) | 11,2                                | 1762                | 04/2007–05/2010 |
| T6 AWD         | R6-Turbo    | 2953 cm³ | 224 kW (304 PS) | 440 Nm bei 2100–4200/min                            | [6,7 s]                    | [250 km/h] (abgeregelt) | 9,9                                 | 1850                | 05/2010–03/2016 |
| V8 AWD         | V8          | 4414 cm³ | 232 kW (315 PS) | 440 Nm bei 3950/min                                 | [6,5 s]                    | [250 km/h] (abgeregelt) | 11,9                                | 1808–1886           | 03/2006–10/2010 |
| FLEXIFUEL      |             |          |                 |                                                     |                            |                         |                                     |                     |                 |
| T4F            | R4          | 1595 cm³ | 132 kW (180 PS) | 240 Nm bei 1600–5000/min                            | 8,5 [9,2] s                | 220 [220] km/h          | 6,9 [7,4]                           | 1608                | 05/2011–03/2016 |
| 2.0F           | R4          | 1999 cm³ | 107 kW (145 PS) | 190 Nm bei 4500/min                                 | 11,3 s                     | 195 km/h                | 8,3                                 | 1619                | 09/2007–10/2010 |
| 2.5TF          | R5-Turbo    | 2521 cm³ | 170 kW (231 PS) | 340 Nm bei 1700–4800/min                            | 8,6 [9,6] s                | 240 [235] km/h          | 8,6 [9,6]                           | 1697                | 04/2009–05/2010 |
| Diesel         |             |          |                 |                                                     |                            |                         |                                     |                     |                 |
| 1.6D (DRIVe)   | R4-Turbo    | 1560 cm³ | 80 kW (109 PS)  | 240 Nm bei 1750/min                                 | 12,4–13,0 s                | 190 km/h                | 4,5                                 | 1587–1639           | 04/2009–10/2010 |
| 1.6 DRIVe/D2 4 | R4-Turbo    | 1560 cm³ | 84 kW (114 PS)  | 270 Nm bei 1750–2500/min                            | 11,5 s                     | 190 km/h                | 4,5                                 | 1629                | 05/2011–03/2016 |
| D3             | R5-Turbo    | 1984 cm³ | 100 kW (136 PS) | 350 Nm bei 1500–2250/min                            | 10,4 s [10,4] s            | 205 [200] km/h          | 4,3 [5,6]                           | —                   | 05/2012–03/2016 |
| D3/D4 5        | R5-Turbo    | 1984 cm³ | 120 kW (163 PS) | 400 Nm bei 1500–2750/min 2(1400–2850/min)           | 9,7 s [9,7] s              | 215 [210] km/h          | 5,3 [5,9]                           | 1723                | 04/2010–03/2016 |
| D4             | R4-Turbo    | 1969 cm³ | 133 kW (181 PS) | 400 Nm bei 1750–2500/min                            | 8,4 s                      | 225 km/h                | 4,6                                 | 1699                | 11/2013–03/2016 |
| 2.0D           | R4-Turbo    | 1997 cm³ | 100 kW (136 PS) | 320 Nm bei 2000/min                                 | 10,7 s                     | 200 km/h                | 5,7                                 | 1630                | 04/2007–04/2010 |
| 2.4D           | R5-Turbo    | 2400 cm³ | 120 kW (163 PS) | 340 Nm bei 1750–2750/min                            | 9,5 [10,0] s               | 215 [210] km/h          | 6,4 [7,3]                           | 1637                | 03/2006–04/2009 |
| 2.4D           | R5-Turbo    | 2400 cm³ | 129 kW (175 PS) | 420 Nm bei 1500–2750/min                            | 9,5 [10,0] s               | 215 [210] km/h          | 5,9 [6,6]                           | 1611                | 04/2009–05/2010 |
| D5 (AWD) 1     | R5-Turbo    | 2400 cm³ | 136 kW (185 PS) | 400 Nm bei 2000–2750/min                            | 8,9 [9,5] s                | 220 [215] km/h          | 7,1 [8,0]                           | 1642                | 03/2006–04/2009 |
| D5 (AWD) 1     | R5-Turbo    | 2400 cm³ | 151 kW (205 PS) | 420 Nm bei 1750–3000/min 3(1500–3250/min)           | 8,0 [8,5] s                | 230 [225] km/h          | 5,3 [6,3] (7,0)                     | 1623 (1828)         | 11/2008–04/2011 |
| D5 (AWD) 1     | R5-Bi-Turbo | 2400 cm³ | 158 kW (215 PS) | 420 Nm bei 1500–3250/min (440 Nm bei 1500–3000/min) | 7,6 [7,8] s                | 230 [225] km/h          | 4,9 [6,1] (6,4)                     | 1710 (1813)         | 05/2011–03/2016 |

- Werte in [ ] für Automatikgetriebe und Werte in ( ) für Allradantrieb angegeben.

### Auszeichnungen
- 2009: Top Safety Pick 2010[6]